# Romska muzika
Romska muzika (često korišćen naziv ciganska muzika, koji može biti uvredljiv) muzika je romskog naroda koji potiče sa prostora severne Indije, ali danas većinom živi na evropskom kontinentu. Zbog nomadskog načina života, Romi su u prošlosti često delovali kao lutajući zabavljači. Iz tog razloga je u gotovo svim područjima u kojima su živeli njihova muzika bila vrlo popularna. Zbog dugih putovanja, romska muzika je poprimila razne uticaje, počevši sa indijskim, a zatim i sa grčkim, arapskim, iranskim, turskim, češkim, slovenskim, rumunskim, nemačkim, francuskim i španskim elementima. Instrumentalna pratnja varira od regije u kojoj dotična romska zajednica živi. Snažna je prisutnost romske muzike vidljiva u Istočnoj Evropi, posebno u Mađarskoj, Rumuniji i bivšoj Jugoslaviji, te u Španiji.